# Nya Prästhyttan

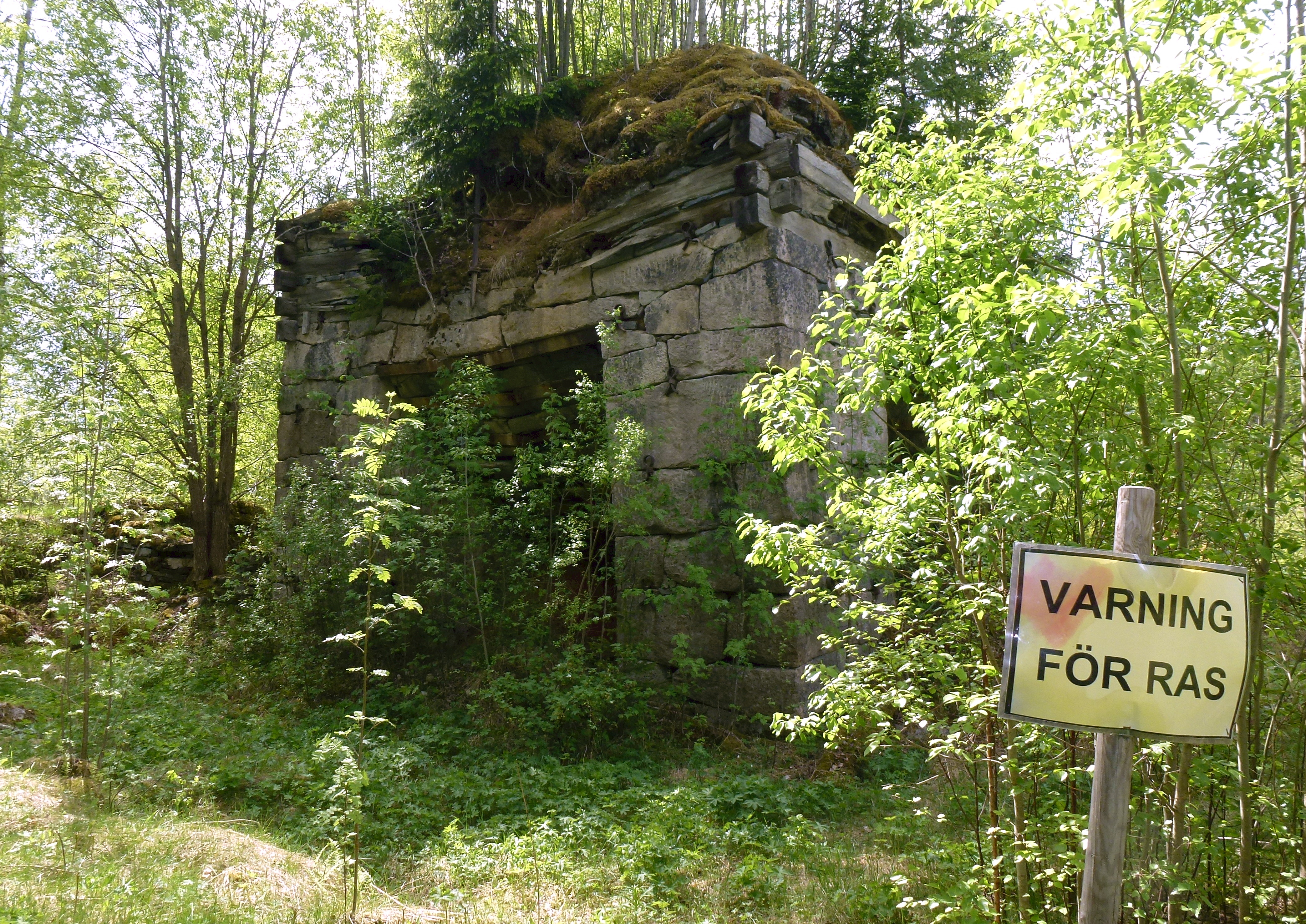
Nya Prästhyttan i maj 2013.

Nya Prästhyttan (även kallad Vännebo) var en mulltimmerhytta cirka två kilometer nordväst om Skattlösberg i Ludvika kommun. Hyttan invigdes 1829 och verksamheten lades ner 1853. Idag återstår hyttruinen. I närheten finns Gungholmen, en liten, numera naturminnesmärkt park, som anlades samtidigt med hyttan. Cirka 2,5 kilometer nordost om Nya Prästhyttan ligger sedan 1915 Vännebo kraftstation.

## Historik

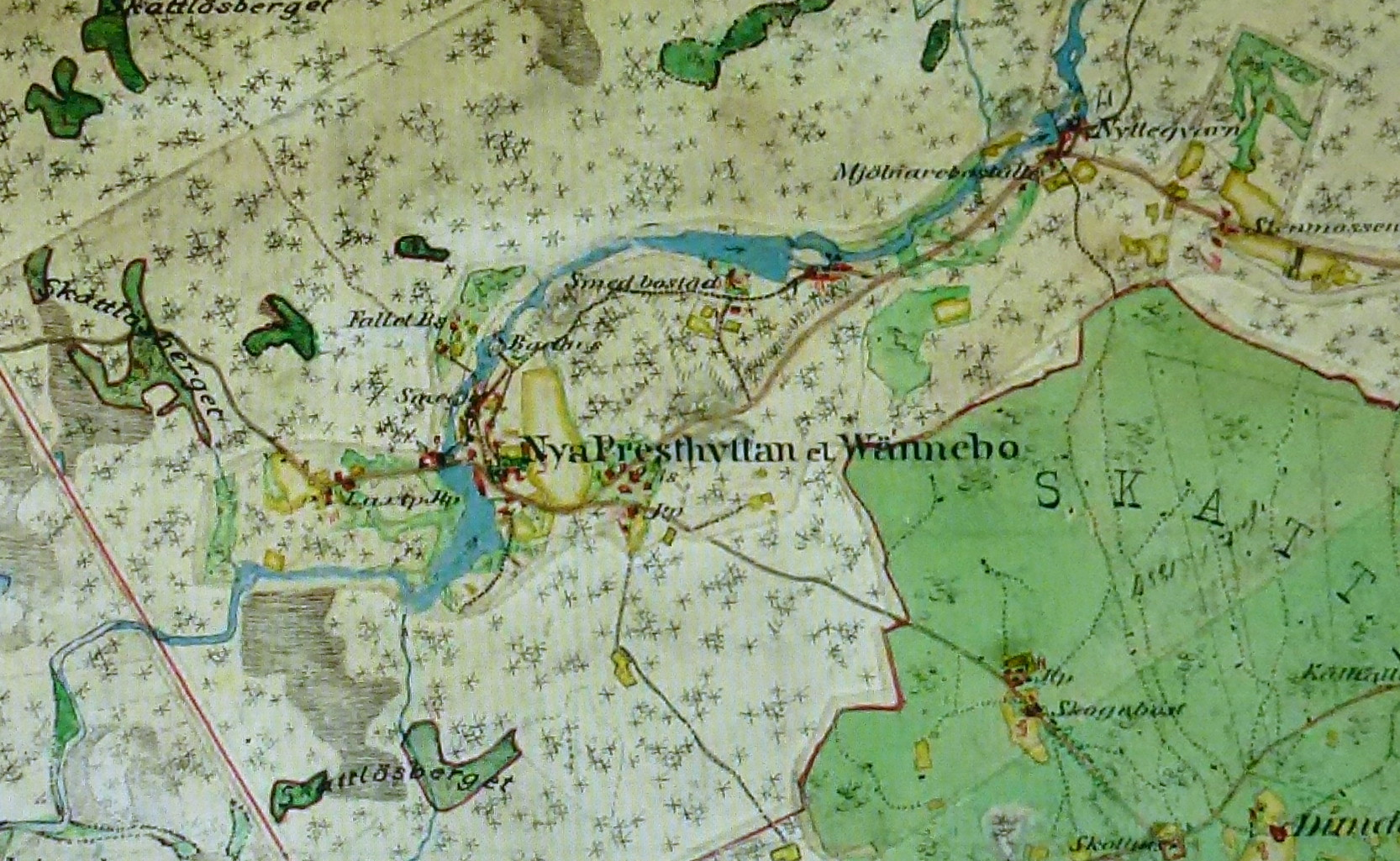
Området på Häradsekonomiska kartan 1866.

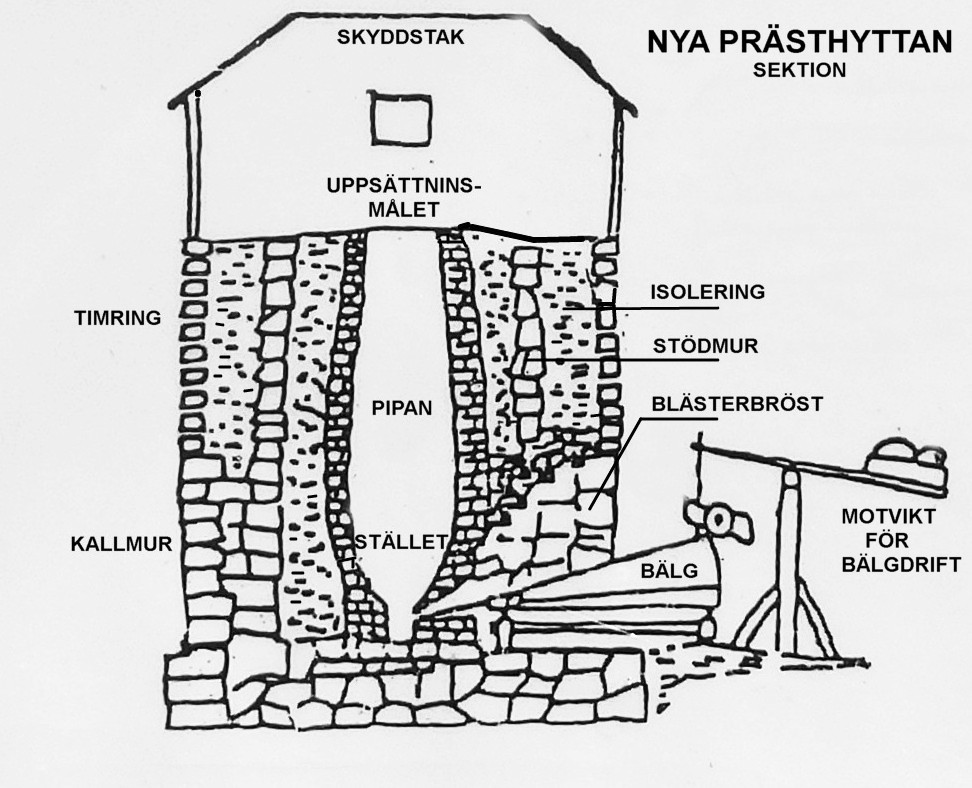
Sektion genom masugnen, 1830-tal.

Gamla Prästhyttan låg vid sjön Väsmans nordöstra strand, cirka en mil nordväst om Ludvika. När det i början av 1800-talet blev ont om skog (råvaran för den viktiga träkolen) beslöt ägaren, Ludvika bruk, att lägga ner hyttan och bygga en ny på en plats med mycket orörd skog. 
Valet föll på ett område vid Pajsoån där färdvägen från Sunnansjö passerade ån, cirka två mil västnordväst om Ludvika, inte långt från Skattlösberg. Marken ägdes av Ludvika bruk, där Anders Wetterdal (1771-1840) var brukspatron. Hyttan anlades på 1820-talet och påblåsningen skedde efter kungligt tillstånd år 1829. Kring hyttan byggdes även förvaltarbostad, ett par smedjor och en vattenkvarn. Dessutom uppstod ett 35-tal torp och hela finnmarken blomstrade upp genom den nya industrin.
Trots billig vattenkraft och träkol samt långa arbetsdagar och låg lön för arbetarna blev driften vid hyttan inte lönsam. Anledningen var de långa transporterna för malmen till hyttan respektive de färdiga produkterna (tackjärn och stångjärn) från hyttan. Knappt 25 år efter invigningen lades hyttan ner igen. Smedjan stängdes 1867 och jordbruket, som omfattade 40 tunnland åker upphörde 1866. Platsen, som tidigare hette Kuntbroa kallades nu Vännebo. Idag återstår en rasfärdig hyttruin, hyttdammen (kallad Vännebosjön), varphögar samt några stensatta och igenväxta vattenrännor.  En av finnmarkens stora utforskare, Otto Blixt, föddes 1904 i Vännebos gamla brukskontor. Han bodde där till sin död 1971 och ägnade sitt liv åt att dokumentera folklivet i Grangärde finnmark. Otto Blixt var även en av initiativtagarna till Finngammelgården, Luosastugans bevarande och Skattlösbergs bygdegille.

## Vännebo kraftstation
Vattenkraften från Pajsoån och Vännebosjön nyttjas sedan 1915 för produktion av elenergi i Vännebo kraftstation. Från sjön går norr om Pajsoån en grävd, cirka två kilometer lång kanal samt en cirka 700 meter lång vattentub med 45 meter fallhöjd till turbinhuset. Normal årsproduktion ligger på 4000 MWh. Anläggningen ägs och drivs av VB Energi.

## Bilder

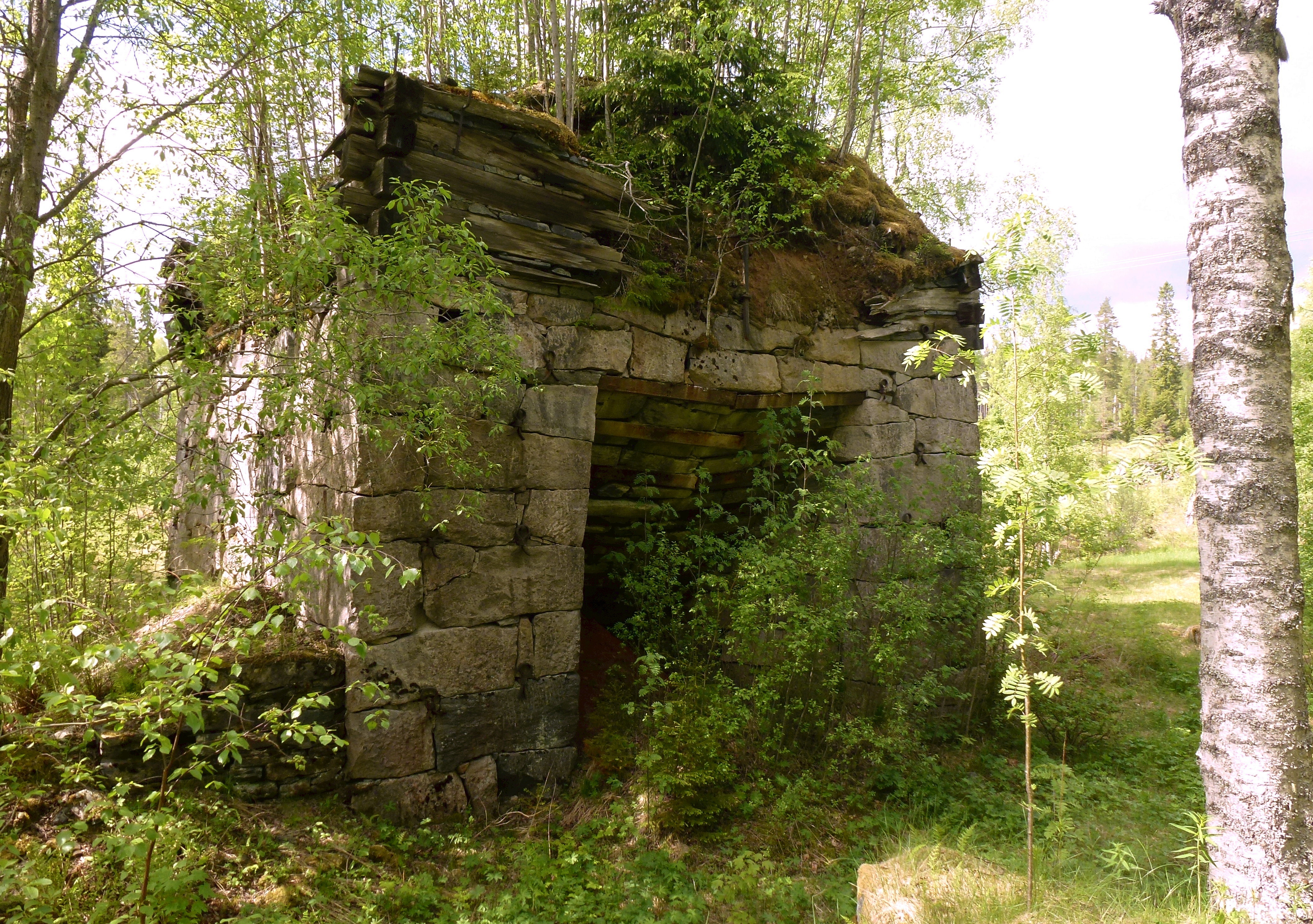
Mulltimmerhyttan
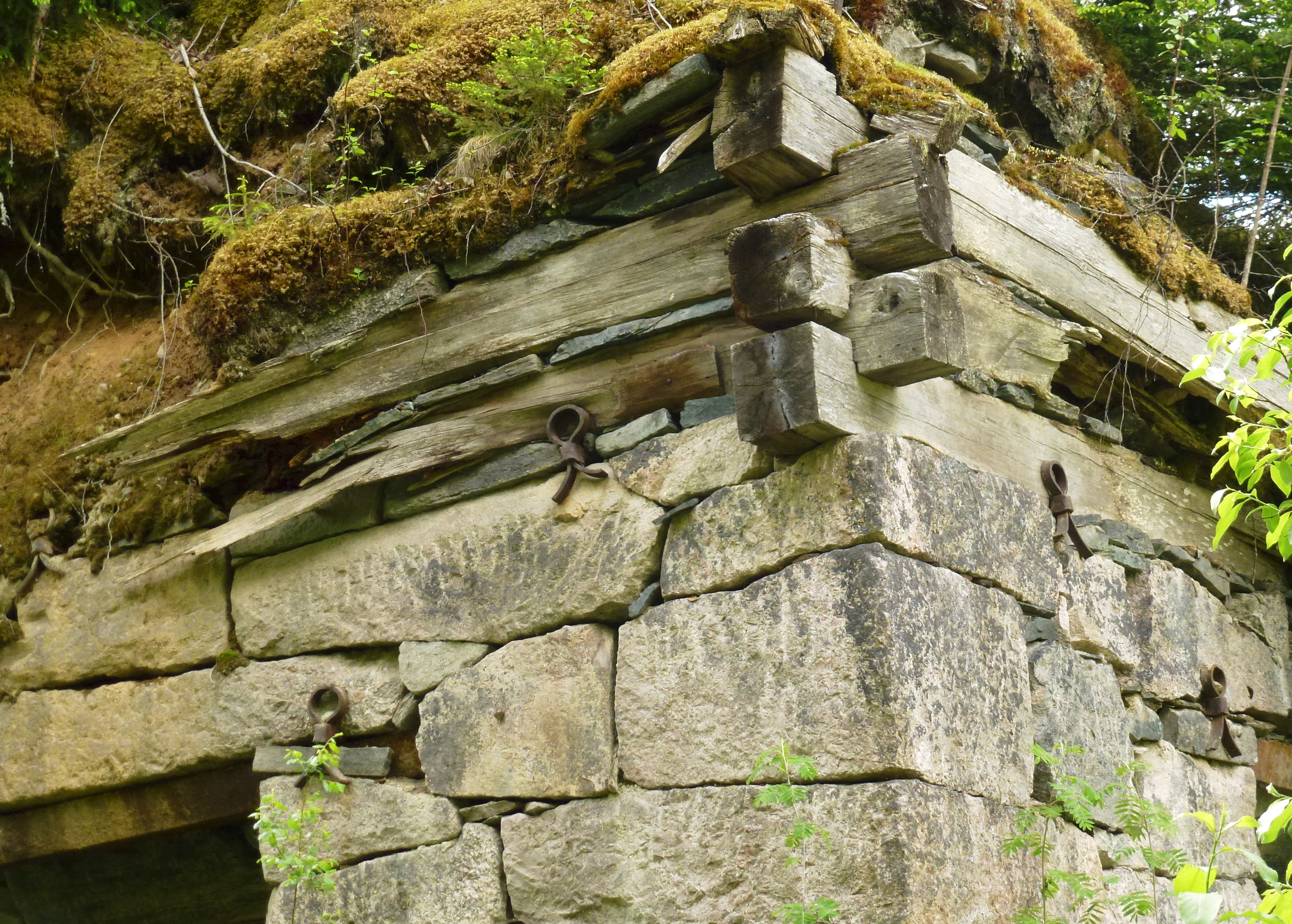
Mulltimmerhyttan, detalj
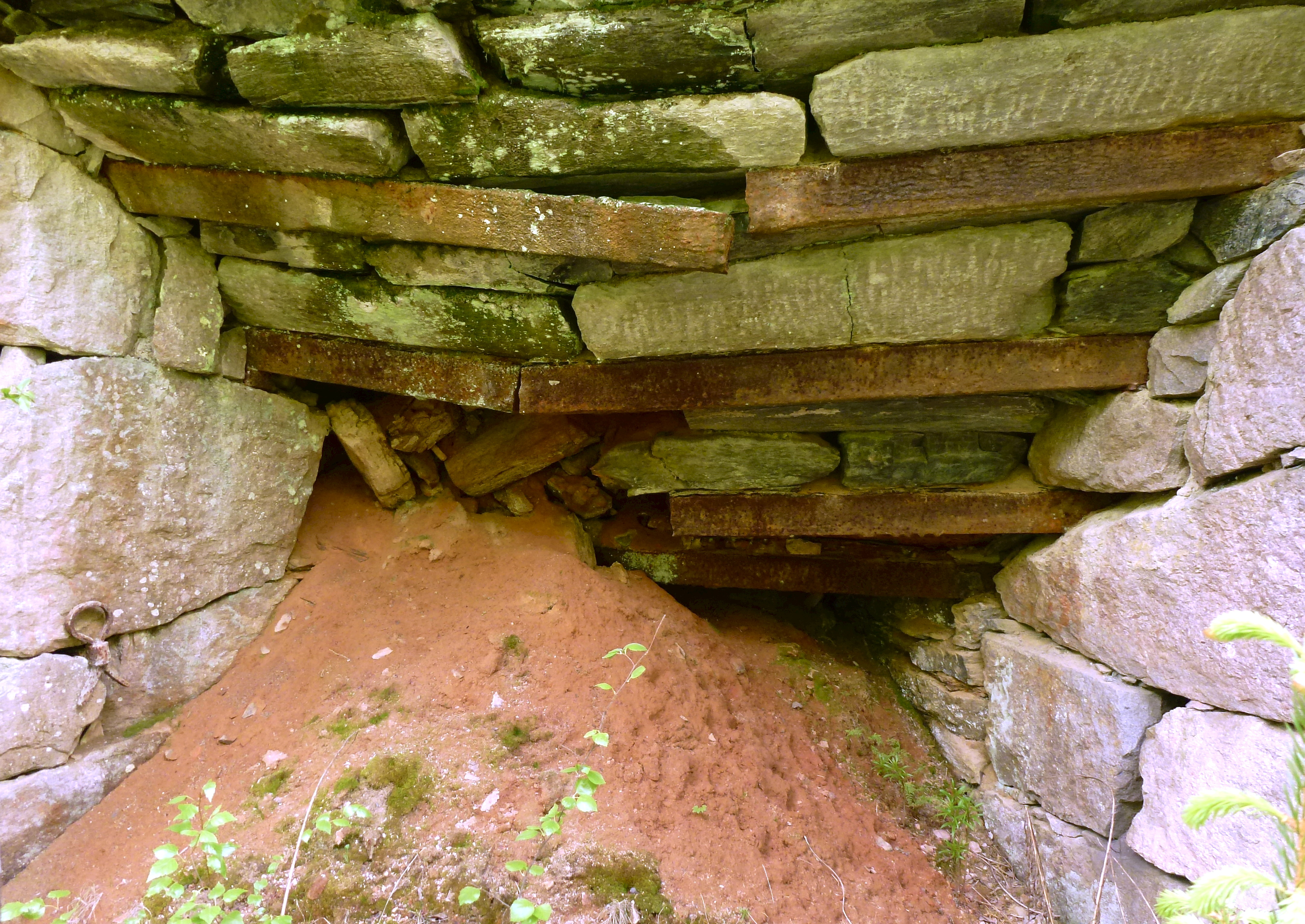
Mulltimmerhyttan, detalj
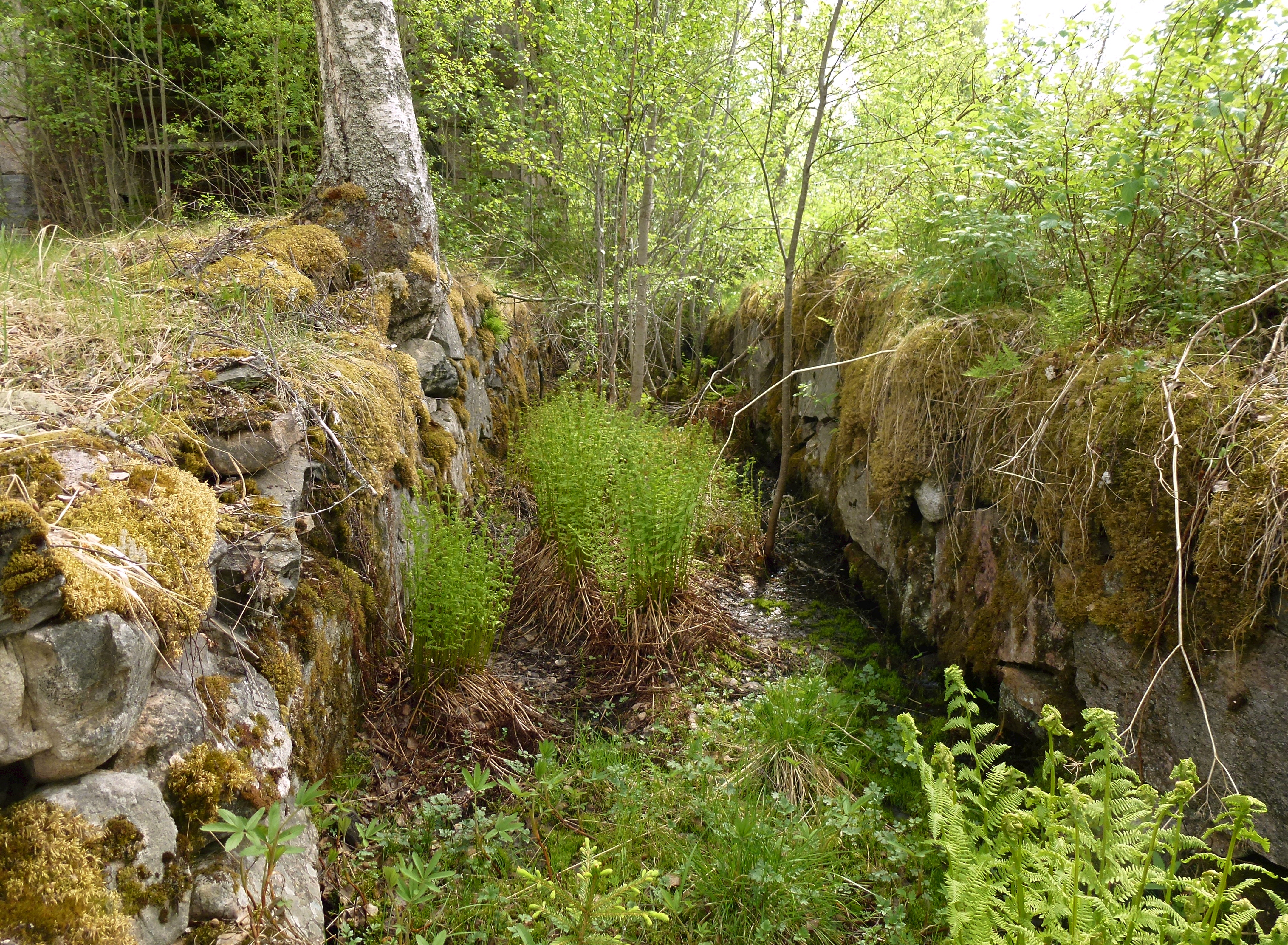
Vattenränna
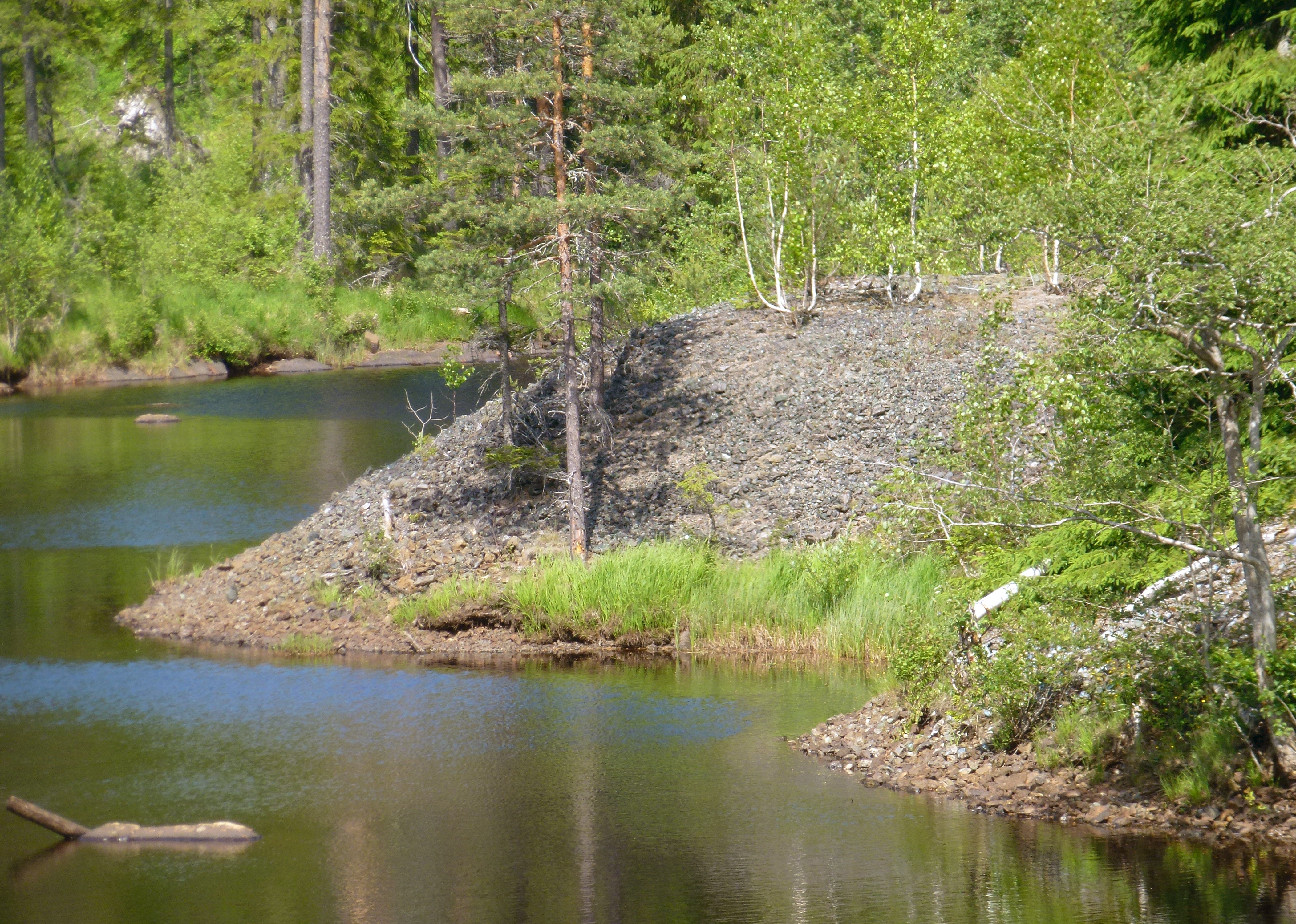
Varphögar
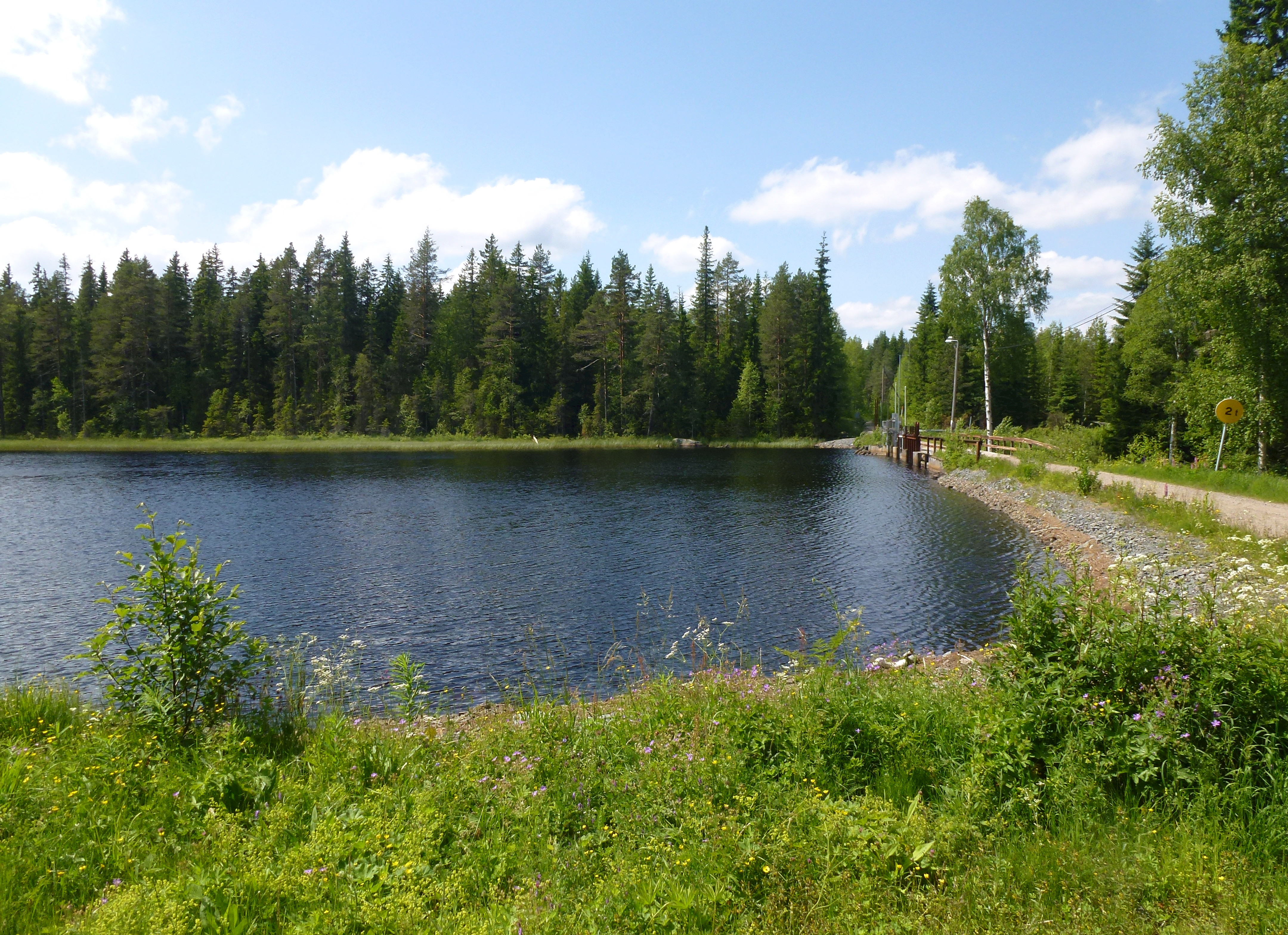
Hyttsjön
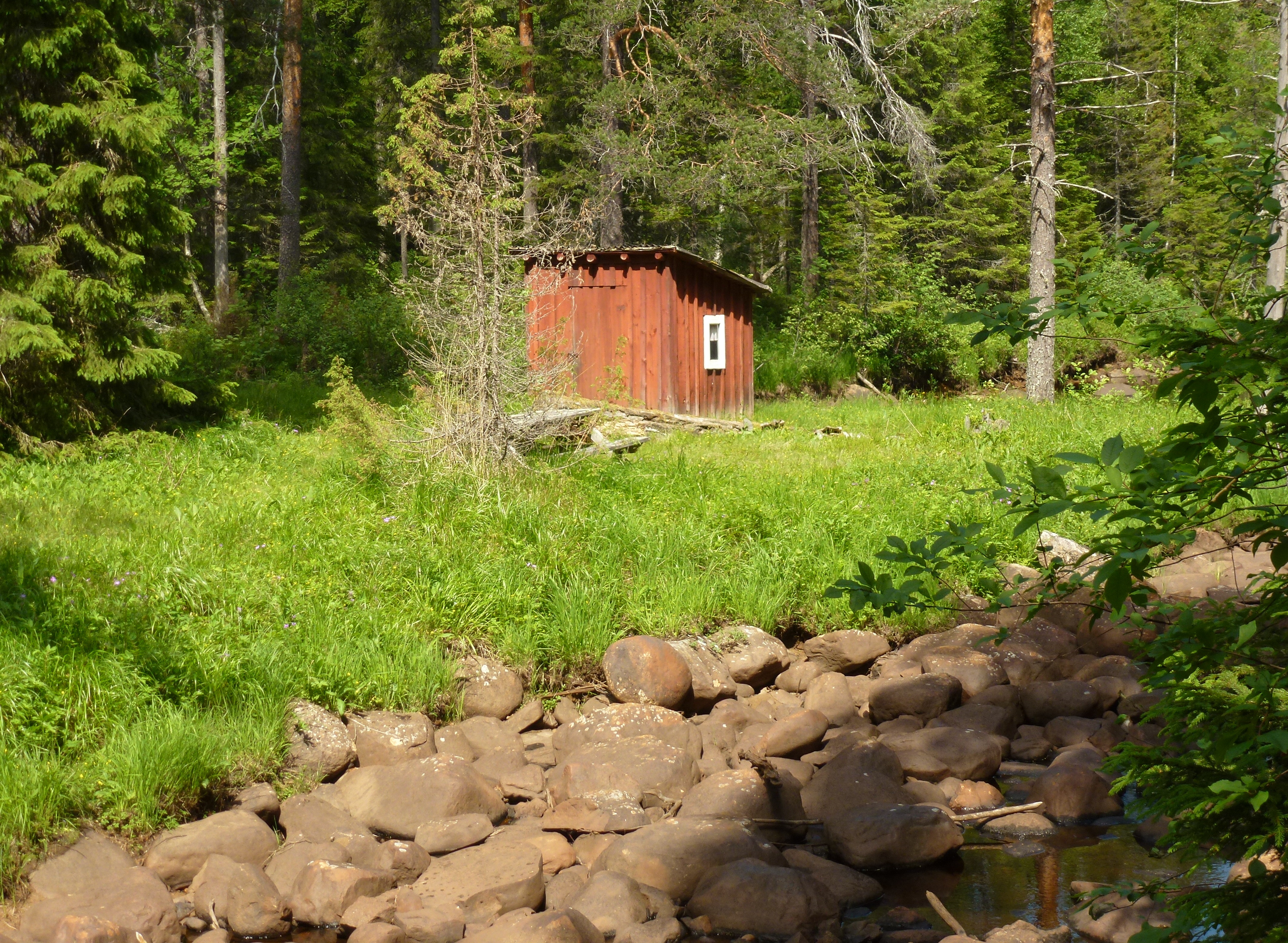
Gungholmen
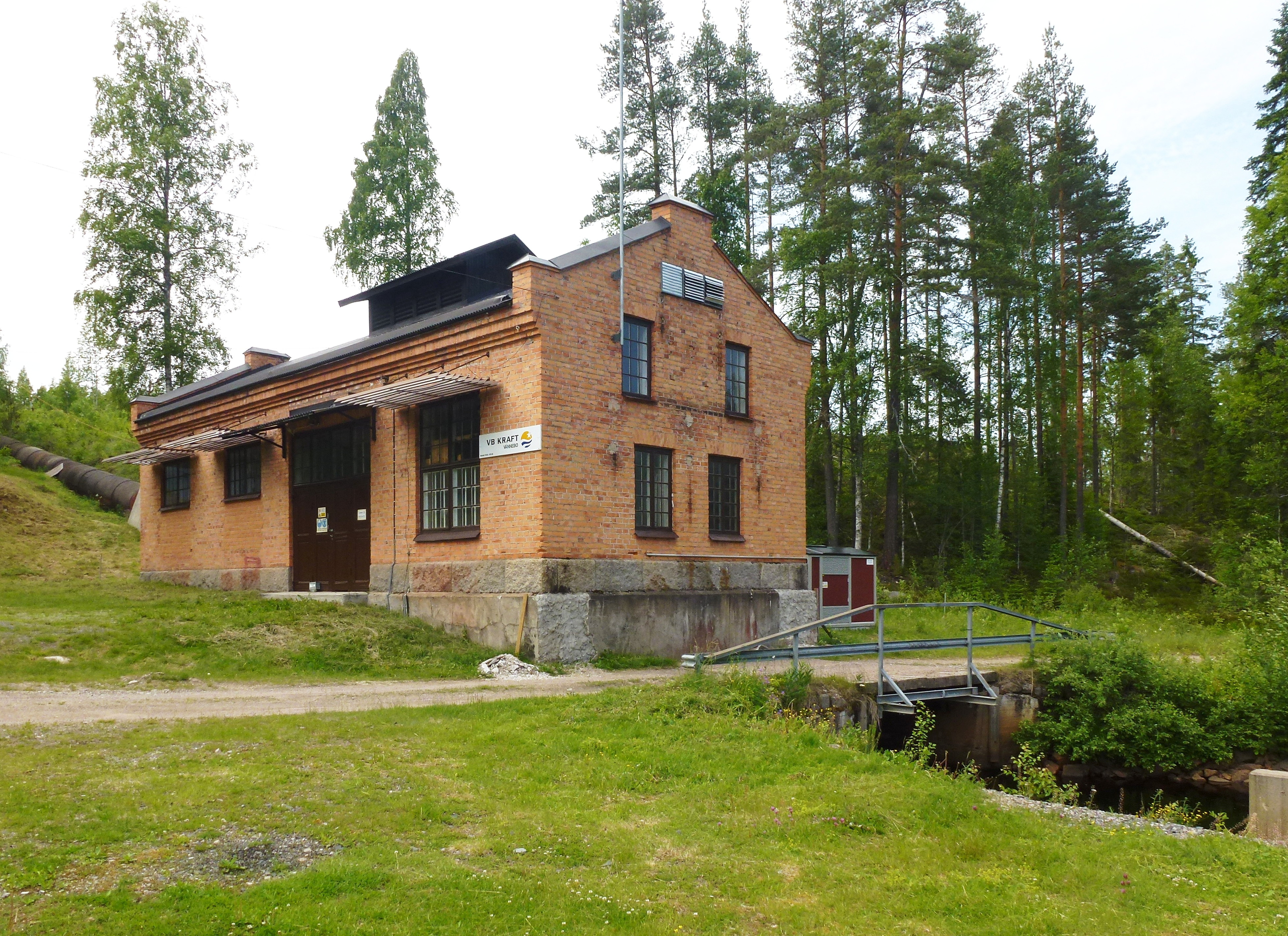
Vännebo kraftstation